# Stenodactylus sthenodactylus
Stenodactylus sthenodactylus là một loài thằn lằn trong họ Gekkonidae. Loài này được Lichtenstein mô tả khoa học đầu tiên năm 1823.

## Hình ảnh

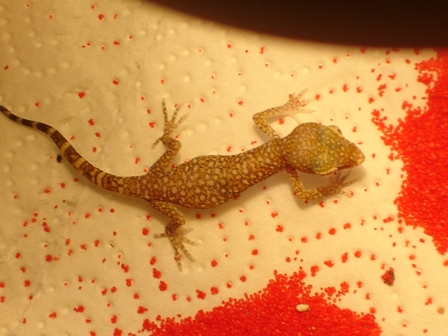